# Hans-Günter Klein (Ringer)
Hans-Günter Klein (* 24. Mai 1954 in Lünen) ist ein ehemaliger deutscher Ringer. Er war vielfacher deutscher Meister im griechisch-römischen Stil im Schwer- und Superschwergewicht.

## Werdegang
Hans-Günter Klein begann als Jugendlicher beim ASV Westerfilde-Huckarde mit dem Ringen. Zunächst rang er in beiden Stilarten, dem griechisch-römischen Stil und dem freien Stil. Nach der Aufnahme in die Nationalmannschaft konzentrierte er sich ganz auf den griechisch-römischen Stil. Bereits als Junior wechselte er zum ASV Heros Dortmund und etwas später zum KSV Witten. Er begann im Halbschwergewicht (damals bis 90 kg Körpergewicht), wechselte aber schon bald in das Schwergewicht (damals bis 100 kg Körpergewicht). Gegen Ende seiner Ringerlaufbahn startete er im Superschwergewicht (damals über 100 kg, bzw. bis 130 kg Körpergewicht).
Im Jahre 1972 wurde Hans-Günter Klein deutscher Meister in der A-Jugend im freien Stil in der Gewichtsklasse über 87 kg Körpergewicht und belegte im griechisch-römischen in der gleichen Gewichtsklasse hinter Pedro Pawlidis aus Aalen den zweiten Platz. In den folgenden Jahren gewann er bei den deutschen Juniorenmeisterschaften mehrere Medaillen. 1974 wurde er deutscher Junioren-Meister im Halbschwergewicht (griech.-röm. Stil) vor Siegbert Koch aus Lichtenfels.
Bei den deutschen Seniorenmeisterschaften belegte Klein in den Jahren 1975 bis 1977 im Halbschwergewicht (griech.-röm. Stil) jeweils den zweiten Platz hinter Fred Theobald aus Schifferstadt und Pedro Pawlidis. Seinen ersten deutschen Meistertitel bei den Senioren gewann Hans-Günter Klein im Jahre 1978, nachdem er in das Schwergewicht gewechselt war. In dieser Gewichtsklasse gewann er von 1978 bis 1982 fünfmal in Folge den deutschen Meistertitel. Nach einer etwas längeren Pause bei deutschen Meisterschaften gewann er schließlich 1986 und 1987 noch deutsche Meistertitel im Superschwergewicht und wurde in dieser Gewichtsklasse 1988 und 1989 deutscher Vizemeister.
Mit dem KSV Witten wurde Hans-Günter Klein außerdem 1978, 1980, 1981 und 1983 deutscher Mannschaftsmeister.
Die internationale Ringerlaufbahn von Hans-Günter Klein begann 1974 mit einem dritten Platz bei der Junioren-Europameisterschaft in Haparanda im Halbschwergewicht hinter Georgi Rajkow aus Bulgarien und Airapet Minassjan aus der UdSSR.
Von 1977 bis 1981 startete er bei mehreren Welt- und Europameisterschaften. Die besten Resultate waren ein 5. Platz bei der Weltmeisterschaft 1978 in Mexiko-Stadt und ein weiterer 5. Platz bei der Europameisterschaft 1980 in Prievidza. An den Olympischen Spielen 1980 in Moskau konnte er wegen des deutschen Boykotts dieser Spiele  nicht teilnehmen. Hans-Günter Kleins internationale Karriere fiel in eine Zeit, in der im Schwergewicht eine ganze Reihe herausragender Athleten am Start war. Es war für ihn deshalb ungemein schwer, bei den internationalen Meisterschaften gut abzuschneiden. Seine Konkurrenten waren Nikolai Balboschin, Nikolai Inkow und Valentin Misgaitis aus der Sowjetunion, Roman Bierla und Roman Wroclawski aus Polen, Vasile Andrei und Ivan Savin aus Rumänien, Georgi Rajkow und Andrej Dimitrow aus Bulgarien, Tamás Gáspár und Jozsef Farkas aus Ungarn sowie Refik Memišević und Josef Tertelj aus Jugoslawien.
Ab 1982 startete Hans-Günter Klein nur mehr auf den deutschen Ringermatten. Nach seiner aktiven zeit als Ringer widmete er sich dem Ringen weiterhin in verschiedenen Funktionen. Sein Sohn Mirko Klein war ebenfalls ein deutscher Spitzenringer.

## Internationale Erfolge
| Jahr | Platz | Wettbewerb                                                   | Gewichtsklasse | |
| 1974 | 3.    | Junioren-Europameisterschaft (Espoirs) in Haparanda          | Halbschwer     | hinter Georgi Rajkow, Bulgarien u. Airapet Minassjan, UdSSR                                                           |
| 1974 | 1.    | CISM-Militär-WM in Rom                                       | Halbschwer     | vor Lassila, Finnland u. Fin, Italien                                                                                 |
| 1975 | 2.    | EG-Meisterschaften in Frederikshavn/Dänemark                 | Schwer         | hinter Svend Studsgaard, Dänemark, vor Artsen, Norwegen                                                               |
| 1977 | 1.    | Int. Turnier in Kladovo/CSSR                                 | Halbschwer     | vor Darko Nišavić, Jugoslawien                                                                                        |
| 1977 | 8.    | EM in Bursa                                                  | Halbschwer     | mit einem Sieg über Georgios Pozidis, Griechenland u. Niederlagen gegen Herbert Götze, DDR u. Roman Wroclawski, Polen |
| 1977 | 2.    | Turnier in Helsinki                                          | Schwer         | hinter Andrzej Skrzydlewski, Polen, vor Jarmo Pöyry, Finnland                                                         |
| 1978 | 1.    | Int. Turnier in Athen                                        | Schwer         | vor N. Koytsouridis u. Georgios Pikilidis, bde. Griechenland                                                          |
| 1978 | 6.    | EM in Oslo                                                   | Schwer         | mit einem Sieg über Polat, Türkei u. Niederlagen gegen Jozsef Farkas, Ungarn u. Georgi Rajkow                         |
| 1978 | 3.    | Großer Preis der Bundesrepublik Deutschland in Aschaffenburg | Schwer         | hinter Nikolai Balboschin, UdSSR u. Ivan Savin, Rumänien, vor Heinz Schäfer, BRD u. Refik Memišević, Jugoslawien      |
| 1978 | 1.    | "Werner-Seelenbinder"-Turnier in Leipzig                     | Schwer         | vor Virtanen, Finnland u. Svensson, Schweden                                                                          |
| 1978 | 5.    | WM in Mexiko-Stadt                                           | Schwer         | mit einem Sieg über Ivan Savin u. Niederlagen gegen Jozsef Farkas u. Georgi Rajkow                                    |
| 1978 | 7.    | WM in Bukarest                                               | Schwer         | nach Niederlagen gegen Roman Bierla, Polen und Vasile Andrei, Rumänien                                                |
| 1979 | 5.    | Großer Preis der BRD in Aschaffenburg                        | Schwer         | hinter Nikolai Balboschin, Andrej Dimitrow, Bulgarien, Vasile Andrei u. Georg Svensson, Schweden                      |
| 1979 | 3.    | "Werner-Seelenbinder"-Turnier in Leipzig                     | Schwer         | hinter Valentin Misgaitis u. Nikolai Balboschin, bde. UdSSR, vor Bogdan Dąbrowski, Polen u. Tamás Gáspár, Ungarn      |
| 1979 | 8.    | WM in San Diego                                              | Schwer         | nach Niederlagen gegen Vasile Andrei u. Georgi Rajkow                                                                 |
| 1980 | 6.    | Großer Preis der BRD in Aschaffenburg                        | Schwer         | hinter Nikolai Balboschin, Roman Bierla, Vasile Andrei, Georgi Rajkow u. Jozsef Farkas                                |
| 1980 | 5.    | EM in Prievidza                                              | Schwer         | mit Siegen über Svend Studsgaard u. Vasile Andrei u. einer Niederlage gegen Jozsef Farkas                             |
| 1981 | 2.    | Großer Preis der BRD in Aschaffenburg                        | Schwer         | hinter Nikolai Inkow, UdSSR, vor Roman Wroclawski, Jozsef Farkas, Roger Öberg, Schweden u. Josef Tertelj, Jugoslawien |
| 1981 | unpl. | EM in Göteborg                                               | Schwer         | nach Niederlage gegen Josef Tertelj Aufgabe wegen Verletzung                                                          |
| 1987 | 3.    | Großer Preis der BRD in Aschaffenburg                        | Superschwer    | hinter Tomas Johansson, Schweden u. Mathias Heinrich, DDR, vor Lubomir David, CSSR u. Roman Wroclawski                |

## Deutsche Meisterschaften
| Jahr | Platz | Altersgruppe | Stil | Gewichtsklasse | Ergebnis                                                                                    |
| 1972 | 1.    | Jugend A     | F    | über 87 kg KG  | vor Ullrich Burr, Königsbronn u. Bernhard Stössel, Sandhofen                                |
| 1972 | 2.    | Jugend A     | GR   | über 87 kg KG  | hinter Pedro Pawlidis, Aalen, vor Bernhard Stössel                                          |
| 1972 | 2.    | Junioren     | GR   | Schwer         | hinter Heinz Essig, Ludwigshafen am Rhein, vor Max Schröger, Untergriesbach                 |
| 1972 | 3.    | Junioren     | F    | Schwer         | hinter Bernd Redmann, Daxlanden u. Max Schröger                                             |
| 1973 | 2.    | Junioren     | GR   | Halbschwer     | hinter Roland Bohlen, Eppelborn, vor Siegbert Koch, Lichtenfels                             |
| 1973 | 6.    | Senioren     | GR   | Halbschwer     | Sieger: Günter Kowalewski, Witten vor Reinhard Drott, Mainz u. Kaspar Eham, Bad Reichenhall |
| 1974 | 2.    | Senioren     | GR   | Halbschwer     | hinter Fred Theobald, Schifferstadt u. Roman Bednarek, Rheydt                               |
| 1974 | 1.    | Junioren     | GR   | Halbschwer     | vor Siegbert Koch u. Paul Hübner, Inzlingen                                                 |
| 1975 | 2.    | Senioren     | GR   | Halbschwer     | hinter Fred Theobald, vor Anton Kunkel, Goldbach                                            |
| 1976 | 2.    | Senioren     | GR   | Halbschwer     | hinter Fred Theobald, vor Roman Bednarek                                                    |
| 1977 | 2.    | Senioren     | GR   | Halbschwer     | hinter Pedro Pawlidis, vor Fred Theobald                                                    |
| 1978 | 1.    | Senioren     | GR   | Schwer         | vor Walter Götz, Seeheim u. Heinz Schäfer, Witten                                           |
| 1979 | 1.    | Senioren     | GR   | Schwer         | vor Karl Hug, Freiburg im Breisgau u. Karl Niederländer, Mietraching                        |
| 1980 | 1.    | Senioren     | GR   | Schwer         | vor Karl Hug u. Andreas Breid-Holzer, Freiburg                                              |
| 1981 | 1.    | Senioren     | GR   | Schwer         | vor Klaus Schneegans, Elgershausen u. Jürgen Richter                                        |
| 1982 | 1.    | Senioren     | GR   | Schwer         | vor Klaus Schneegans u. Andreas Breid, Riegelsberg                                          |
| 1986 | 1.    | Senioren     | GR   | Superschwer    | vor Peter Borutta, AC Goldbach u. Miroslav Hulboj, Goldbach                                 |
| 1987 | 1.    | Senioren     | GR   | Superschwer    | vor Peter Borutta u. Wolfgang Gentzen, Bonn-Duisdorf                                        |
| 1988 | 2.    | Senioren     | GR   | Superschwer    | hinter Fritz Gerdsmeier, Aschaffenburg u. vor Stefan Kaiser, Freiburg                       |
| 1989 | 2.    | Senioren     | GR   | Superschwer    | hinter Fritz Gerdsmeier u. vor Darek Chiechanowski, Bonn-Duisdorf                           |

Anm.: GR = griechisch-römischer Stil, F = freier Stil, WM = Weltmeisterschaft, EM = Europameisterschaft, Halbschwergewicht, damals bis 90 kg, Schwergewicht, damals bis 100 kg u. Superschwergewicht, damals bis 130 kg Körpergewicht